# 篠塚和正
篠塚 和正（しのづか かずまさ、1952年12月 - ）は、日本の薬理学者（循環器薬理学・神経薬理学）。学位は薬学修士（静岡薬科大学・1978年）、薬学博士
（静岡薬科大学・1986年）。武庫川女子大学薬学部教授。

## 来歴

### 生い立ち
東京都三鷹市出身。
東京都立南高等学校を経て、静岡薬科大学薬学部を卒業した。静岡薬科大学大学院薬学研究科の博士前期課程を修了し、修士号を取得した。1986年、アデノシンのコリン作動性線維抑制効果について纏めた「モルモット回腸コリン作動性神経に対するAdenosineの抑制作用とその生理的意義」と題する論文を提出し、博士号を取得した。

### 学究活動
静岡薬科大学にて薬学部助手として採用される。その後、島根医科大学に移り助手を務める。1994年からは武庫川女子大学薬学部に移り、助教授となる。また、ネバダ州立大学医学部では客員研究員を兼任した。
現在は武庫川女子大学薬学部教授として循環機能制御学研究室(現在は薬理学Ⅱ研究室)を主宰している。

## 研究
専門は薬理学である。健康食品についての研究に力を入れており、安全性、有益性に関する研究成果を幾つか発表している。過去にシイタケやイチョウの葉の抽出物の有用性を発表したこともあり、研究内容がマスメディアに取り上げられる機会も多い。「日本サプリメントアドバイザー」の資格を保有している。また、血管における各細胞間での情報の相互伝達のメカニズムなど、細胞間クロストークについても研究を実施している。

## 著作

### 著書
- 篠塚和正研究代表『前立腺におけるATPを介した細胞間情報伝達機構（細胞間クロストーク）の研究』武庫川女子大学薬学部、2002年。
- 清水俊雄編著、志村二三夫・篠塚和正著『機能性食品素材便覧――特定保健用食品からサプリメント・健康食品まで』薬事日報社、2004年。ISBN 4840807825
- 渡辺泰雄・梅垣敬三・山田静雄編著、内田信也・大柴吉文・小澁陽司ほか著『クスリのことがわかる本――クスリを扱う人のための医薬品応用学』地人書館、2004年。ISBN 4805207426
- 篠塚和正研究代表『効果器細胞由来ATPによる逆行性神経伝達抑制と効果器保護作用に関する研究』武庫川女子大学薬学部、2004年。
- 清水俊雄編著、志村二三夫・篠塚和正著『機能性食品素材便覧――特定保健用食品からサプリメント・健康食品まで』改訂増補版、薬事日報社、2006年。ISBN 4840809259
- 篠塚和正研究代表『ATP受容体を介した血管透過性調節機構に関する研究――薬理学的DDSを目指して』武庫川女子大学薬学部、2006年。

### 訳書
- 田中平三・門脇孝・篠塚和正ほか監訳『健康食品のすべて――ナチュラルメディシン・データベース――日本語版』同文書院、2006年。ISBN 4810331490

### 論文
- 国立情報学研究所収録論文 国立情報学研究所